# Москоу (Канзас)
Москоу (енгл. Moscow) град је у америчкој савезној држави Канзас.

## Демографија
По попису из 2010. године број становника је 310, што је 63 (25,5%) становника више него 2000. године.
| Група             | 2000.       | 2010.       |
| Белци             | 145 (58,7%) | 173 (55,8%) |
| Афроамериканци    | 4 (1,6%)    | 0 (0,0%)    |
| Азијати           | 0 (0,0%)    | 0 (0,0%)    |
| Хиспаноамериканци | 85 (34,4%)  | 120 (38,7%) |
| Укупно            | 247         | 310         |